# Vyhlazovací tábor Sobibor
Nacistický vyhlazovací tábor Sobibor (německy Vernichtungslager Sobibor) se nacházel asi 4 km od stejnojmenné vesnice Sobibór v jihovýchodním Polsku. V období od května 1942 do října 1943 tam bylo zavražděno asi 250 000 lidí. Tábor vznikl v rámci Aktion Reinhardt po vyhlazovacím táboře Belzec a před vyhlazovacím táborem Treblinka.

## Před založením tábora
V okolí Sobiboru vznikalo od roku 1940 velké množství pracovních táborů (Arbeitslager), převážně zemědělského charakteru, např. Krychów, Ruda-Opalin, Osowa, Sawin, Sajczyce, Tomaszówka, Ujazdów, Włodawa, Luta. V těchto táborech pracovali převážně Židé a Poláci. Po vzniku vyhlazovacího tábora byly početní stavy těchto pracovních táborů občas doplňovány lidmi přivezenými do Sobiboru.

## Založení tábora
Lokalitu pro umístění tábora v bažinatém, zalesněném a řídce osídleném území vybrala Ústřední stavební správa SS obvodu Lublin. Stavba tábora byla zahájena v březnu 1942 přímo naproti železniční zastávce Sobibór. Výstavbou byl pověřen SS-Obersturmführer Richard Thomalla. Stavební práce prováděli místní lidé z okolních vesnic a asi 80 Židů z nedalekých ghett. Židé byli po dokončení těchto prací zastřeleni. Tábor zaujímal plochu o rozloze 600 × 400 m, později byl rozšířen až na 58 hektarů.
Na počátku dubna 1942 byl v zájmu urychlení stavebních prací jmenován velitelem tábora Franz Stangl. Na přelomu dubna a května byl již tábor schopen přijmout první transporty.

## Vzpoura 1943
14. října 1943 se přibližně 600 vězňů zaměstnaných v táboře pod vedením sovětského válečného zajatce Alexandra Pečerského vzbouřilo. Po povstání v Treblince dne 2. srpna 1943 bylo povstání v Sobibóru druhé úspěšné v nacistických vyhlazovacích táborech. Příběh povstání byl ztvárněn ve filmech Útěk ze Sobiboru (1987) a Sobibor (2018).

## Velitelé tábora
- Richard Thomalla
- Franz Stangl, duben až září 1942
- Franz Reichleitner do povstání v roce 1943

### Dozorci
- John Demjanjuk

## Galerie

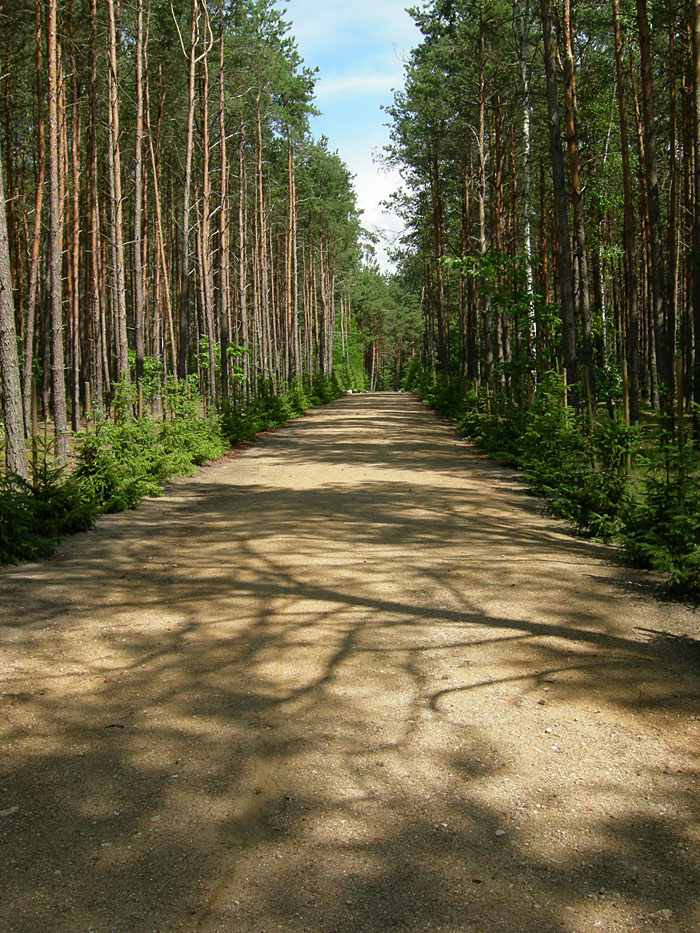
Sobibór Himmelstrasse „Nebeská cesta“
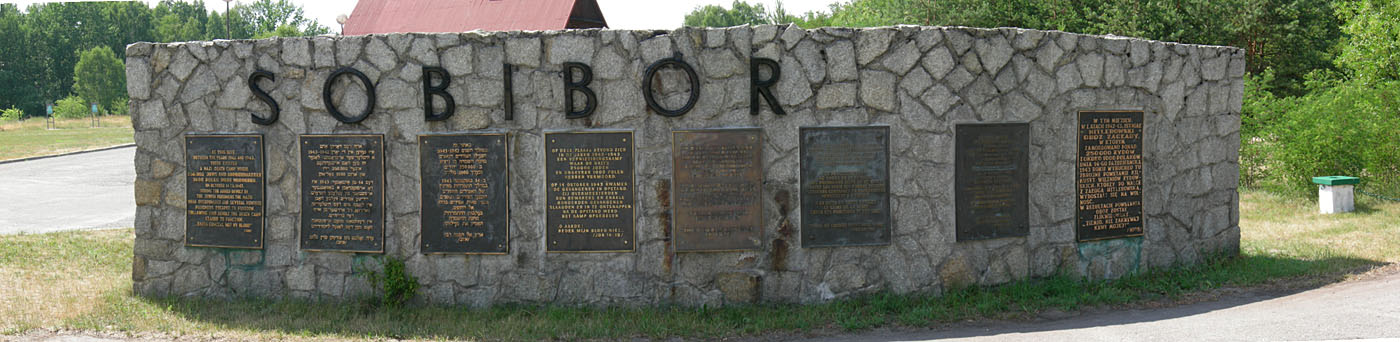
pamětní desky u vchodu do tábora
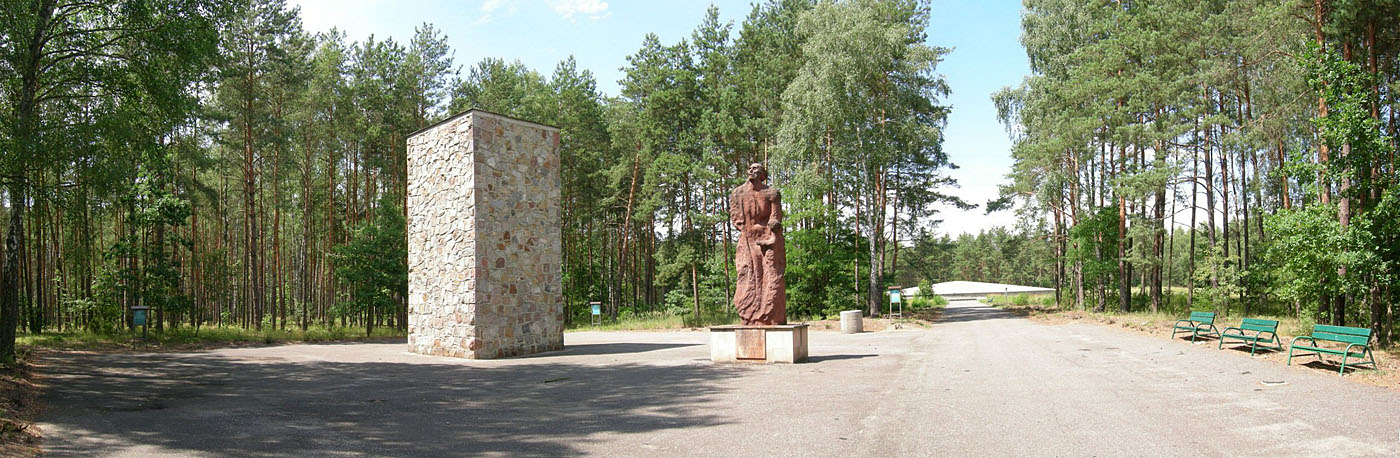
památník uvnitř tábora